# Load (számítástechnika)
A UNIX/Linux rendszereken a gép terheltségét jelző mérőszám. Az a szerencsés, ha ez 1 alatt van. (1=100%).
A load-ot a CPU-k/magok számával összefüggésben kell nézni. Tehát egy 24 magos rendszeren egy 24-es load lehet teljesen jó.
Lekérdezése:
```
homepc:~$ uptime
13:46:16 up 27 min, 3 users, load average: 0.18, 0.16, 0.14 
```

Ahol is a sor végén szereplő 3 szám a load értékének 1 perces, 5 perces és 15 perces átlaga.
A definíció azt mondja, hogy a load az éppen dolgozó, vagy dolgozni vágyó processzek száma. Ide értve a CPU-n aktuálisan dolgozó processz(ek)et, a CPU-ra váró processzeket, a diszkekről aktuálisan író/olvasó processzeket és a diszkre váró processzeket. A definíció nem szerencsés, mert lehetséges olyan többszálú alkalmazás (pthread) ami csak egy processz, mégis minden erőforrást elvisz. A linuxnál ez konkrétan nem okoz félreértést, mert a linux alatt a load számolja a threadeket is.